# Watumalang (plaats)
Watumalang is een bestuurslaag in het regentschap Wonosobo van de provincie Midden-Java, Indonesië. Watumalang telt 2250 inwoners (volkstelling 2010).